# 極東丸
極東丸（きょくとうまる）とは、
1. 日本の商船の名前のひとつ。
2. 1のうち、かつて飯野商事（飯野海運）が所有し、運航したタンカー。太平洋戦争で一度喪失した後引き揚げられ、日本油槽船所属の「かりほるにあ丸」と改名して再生した。本項で記述。
3. 1のうち、飯野海運が1948年（昭和23年）に建造した2,024トンの貨物船[8]。

## 概要

### 極東丸（旭東丸）時代
1932年（昭和7年）10月、折りからの海運不況の最中、老朽船を解体してその代わりに優秀船を建造することを奨励する『第一次船舶改善助成施設』が実施された。飯野商事は、この制度を活用して川崎造船所に飯野の新鋭タンカーの第1船である「東亜丸」（10,052トン）を発注した。この「東亜丸」を建造中の1933年5月25日、元日本海軍特務艦「野間」の後身である「日本丸」（5,841トン）がカリフォルニア州沖で座礁沈没してしまった。飯野商事では「日本丸」の代船として東亜丸と同型のタンカーを川崎造船所に発注した。これが「極東丸」である。建造代金は260万円（当時）であり、そのうちの50万円は「日本丸」に掛かっていた損害保険金であった。また、「東亜丸」と同じく第一次船舶改善助成施設の対象船として政府の補助を受けている。本船と引き換えに解体見合い船として解体される古船は以下の通り。
| 解体見合い船名 | 船主         | 総トン    | 建造年 | 建造所                                    | 脚注          | 備考     |
| -------------- | ------------ | --------- | ------ | ----------------------------------------- | ------------- | -------- |
| 天津丸         | 神戸汽船     | 4,116トン | 1894年 | British & Foreign S. S. Co.(イギリス)     | [ 13 ]        |          |
| 白海丸         | 三輪商会     | 4,903トン | 1901年 | ラッセル造船所(イギリス)                  | [ 14 ]        |          |
| 英丸           | 日高和一郎   | 2,707トン | 1893年 | Mcilwaine & Mccoll(イギリス)              | [ 15 ]        |          |
| 遼東丸         | 日本合同工船 | 2,521トン | 1886年 | Barcay Curle Co. Ltd.(イギリス)           | [ 16 ]        |          |
| 日淸丸         | 筒井清松     | 2,497トン | 1900年 | Tyne Iron Shipbuilding Co. Ltd.(イギリス) | [ 17 ]        |          |
| 海隆丸         | 日成海運     | 2,097トン | 1899年 | Flensburgr Schiffsbges(ドイツ)            | [ 18 ] [ 19 ] | [ 注 1 ] |

1934年（昭和9年）12月15日に竣工後は「東亜丸」とともにアメリカ西海岸への航路に就航。民間用の8航海の他、日本海軍向けの航海を27航海行った。しかし、商業航海を行った期間はおおよそ3年半と短いものだった。1938年（昭和13年）7月1日付で日本海軍に徴傭され、7月7日付で特設運送船（給油）として入籍し佐世保鎮守府籍となる。艤装工事を終えた後、馬公に進出して補給任務にあたった。2年後の1940年（昭和15年）7月1日付で特設運送艦に類別変更される。同年秋から翌1941年（昭和16年）にかけて、日本海軍では対外情勢悪化と見るや特設給油艦を動員して最後の石油輸送を行い、「極東丸」もこれに参加した。
その後、第一航空艦隊（南雲忠一中将・海軍兵学校36期）に編入され、第二航空戦隊（山口多聞少将・海兵40期）に付属された。幾度となく繰り返された洋上給油訓練の後、真珠湾攻撃に参加。極東丸の船長が参加タンカー各船長の中で最先任だったので、補給部隊の旗艦格として補給部隊全ておよび第一補給部隊の指揮を執った。第二航空戦隊は真珠湾攻撃の帰途にウェーク島の戦いに参加し、「極東丸」もこれに随伴。一連の作戦を終えた後、12月26日に呉に帰投した。1942年（昭和17年）1月15日、「極東丸」は日本海軍内部でのみ「旭東丸」と改名。また、飯野内部では「大八洲丸」とも呼称された。内輪のみとはいえ船名を改めた理由に関しては定かではないが、「極東」という言葉が太平洋戦争開戦と同時に「抹殺」されたということが背景にあるとも考えられ、例えば開戦直後に刊行された「写真週報」の「時の立札」には次のような一節がある。
「旭東丸」と改名後も引き続き第一航空艦隊への補給に従事。セイロン沖海戦およびミッドウェー海戦でも補給部隊を率いて参加。1943年（昭和18年）以降は、南方占領地域からの石油還送にあたる。昭和18年8月28日、「旭東丸」は特設運送船「南海丸」（大阪商船、8,416トン）と臨時船団を編成して昭南（シンガポール）を出港。途中寄港した馬公で陸軍輸送船「安芸丸」（日本郵船、11,409トン）と駆逐艦「汐風」を船団に加え、9月7日に六連沖に到着した。10月12日に六連沖を出港したヒ13船団にも「南海丸」などとともに加わり、三亜を経由してパラワン島東方を迂回しつつ、10月30日に昭南に到着。12月に入ると、トラック諸島への重油輸送にあたる。12月2日、「旭東丸」は2隻の特設運送船（給油）、「日栄丸」（日東汽船、10,020トン）と「照川丸」（五洋商船、6,432トン）とともに昭南を出港し、12月15日にトラックに到着。12月25日付で連合艦隊付属となり、トラックでの補給を終えて「日栄丸」とともにスラバヤへと向かう。1944年（昭和19年）1月6日にスラバヤに到着の後、1月16日には再度「日栄丸」とク702船団を構成してバリクパパンを出港し、トラックへの重油輸送を行う。「日栄丸」、「国洋丸」（国洋汽船、10,026トン）とともにバリクパパンに下がった後、特設運送船（給油）「日章丸」（昭和タンカー、10,526トン）を加えてパラオ行きの船団を編成し、2月21日に駆逐艦「島風」の護衛の下、バリクパパンを出港する。しかし、2月25日未明に北緯05度50分 東経126度00分 / 北緯5.833度 東経126.000度のミンダナオ島サンアウグスティン岬の南南西55キロ地点に差し掛かったところで、アメリカ潜水艦「ホー」 (USS Hoe, SS-258) の攻撃を受ける。「ホー」は三度にわたって攻撃を行い、「日章丸」は沈没。「旭東丸」も損傷して昭南に下がり、6月18日まで修理が行われた。7月2日、試運転を終えた「旭東丸」は軽巡洋艦「北上」および駆逐艦「藤波」、「玉波」の護衛を受けてマニラに向かう。7月7日未明、護衛の「玉波」が対潜掃討中にアメリカ潜水艦「ミンゴ」 (USS Mingo, SS-261) の攻撃により沈没したが、「旭東丸」は無事だった。その日の夕刻にマニラに入港し、「藤波」、「響」、「夕凪」の三駆逐艦に重油を補給する。7月10日、特務艦「速吸」と船団を組んで「藤波」、「響」、「夕凪」の護衛によりマニラを出港し、サンベルナルジノ海峡および紀淡海峡経由で7月17日に呉に帰投した。この時点での軍隊区分は第一機動艦隊（小沢治三郎中将・海軍兵学校37期）付属であったが、8月1日付で連合艦隊付属に戻った。また、「速吸」、「旭東丸」、「夕凪」と特設運送船（給油）「あづさ丸」（石原汽船、10,022トン）で「速吸船団」を編成し、近く門司を出港するヒ71船団に加入して南下するよう命じられた。
8月10日、ヒ71船団は伊万里湾を出港し、馬公を経由して南方に向かう。ヒ71船団はルソン島沿岸を航行中の8月19日深夜から8月20日未明にかけて、アメリカ潜水艦「ラッシャー」 (USS Rasher, SS-269) 、「ブルーフィッシュ」 (USS Bluefish, SS-222) および「スペードフィッシュ」 (USS Spadefish, SS-411) からなるウルフパックの猛攻により、「速吸」や空母「大鷹」などが沈没または被雷するなど多大な損害を出したが、「旭東丸」は一連の猛攻をもかわした。8月21日にマニラに入港後、8月25日に出港して航海を再開し、9月1日に昭南に到着した。その9月1日、缶用重油をマニラに輸送するよう命じられ、特務艦「神威」、特設運送船（給油）「興川丸」（川崎汽船、10,043トン）と船団を構成し、駆逐艦「皐月」と駆潜艇2隻の護衛を得てマニラに向かうこととなった。船団は潜水艦と空襲を警戒して休み休みに北上し、9月20日にマニラに到着した。9月21日朝、「旭東丸」はマニラ港の指定錨地に停泊していた。9時ごろ、アメリカ第38任務部隊（マーク・ミッチャー中将）の艦載機がマニラを空襲。「旭東丸」はただちに抜錨して脱出を図り、直撃弾や魚雷命中はなかったものの、多数の至近弾により浸水して船体の傾斜は約25度から30度となり、13時までには船体中央部付近までが水没した。その後、応急修理と浮揚作業に着手したものの、10月18日と19日、11月13日、14日および19日に更なる空襲を受け、ついに放棄された。1945年（昭和20年）3月10日付で除籍および解傭。

#### 特務艦長等
監督官
1. 境澄信 大佐：1938年7月7日[56] - 1939年5月20日[57]
2. 水野準一 大佐：1939年5月20日[57] - 1939年10月1日[58]
3. 草川淳 大佐：1939年10月10日 - 1940年7月1日[59]

特務艦長
1. 草川淳 大佐：1940年7月1日 - 1940年12月20日[59]
2. 関郁乎 大佐：1940年12月20日[60] - 1941年11月1日[61]
3. 大藤正直 大佐：1941年11月1日[61] - 1942年8月1日
4. 辻栄作 大佐：1942年8月1日[62] - 1943年10月20日
5. 稲垣義龝 大佐：1943年10月20日[63] - 1944年7月25日
6. 木岡蟻志松 大佐：1944年7月25日[64] -

### かりほるにあ丸時代
水没した「旭東丸」の船体は戦後、フィリピン政府の所有に帰した。1950年（昭和25年）に朝鮮戦争が勃発し、船は不足して海運運賃は高騰。船会社はこの好機に利益を得ようと様々な策を練ったが、日本油槽船では新たに船舶を建造するのではなく、パナマ企業が1ドルで買い取った「旭東丸」の船体に目をつけた。翌1951年（昭和26年）、マニラの商社マドリカル商会がサルベージし、大洋漁業に売却された船体を購入して日本に曳航の上、12月4日から日立造船桜島工場で修理に入った。この際、船体の一部を輪切りにして新しい船体を継ぎ足し、この結果、従来と比べて700トンから800トンもの石油が余計に積み込めるようになった。修理は1952年（昭和27年）9月5日に終わり、「かりほるにあ丸」と命名された。日立造船ではこの工事が評価され、1953年（昭和28年）には同様の船体改装工事が3件も舞い込んだ。
「かりほるにあ丸」は主にペルシア湾航路に就航し、時にはヴェネツィアなどヨーロッパ方面にまで足を伸ばしたこともあった。「かりほるにあ丸」の初期の商業航海は、日本油槽船に少なからぬ利益をもたらした。1960年（昭和35年）には主機を換装。「かりほるにあ丸」は、1963年（昭和38年）の海運集約で同年10月31日に日本油槽船が日産汽船と合併して昭和海運となった後もしばらく就航していたが、1964年（昭和39年）7月9日に日之出汽船の「那智丸」新造見返りとして松庫海事に売却後間もなく、7月21日に除籍され解体された。

## 同型船
川崎型油槽船
- 東亜丸（初代）（飯野海運）
- 東邦丸（初代）（飯野海運）
- 建川丸（川崎汽船）
- 日本丸（山下汽船）
- 玄洋丸（浅野物産）
- 厳島丸（日本水産）
- 日栄丸（日東汽船）
- 東栄丸（日東汽船）
- 国洋丸（国洋汽船）
- 健洋丸（国洋汽船）
- 神国丸（神戸桟橋）
- 久栄丸（日東汽船）